# Rödtjärnen (Själevads socken, Ångermanland)
Rödtjärnen är en sjö i Örnsköldsviks kommun i Ångermanland och ingår i Gideälvens huvudavrinningsområde.